# سارة شنايدر (ممثلة)
سارة شنايدر (بالإنجليزية: Sarah Schneider)‏ هي كاتِبة وكاتبة سيناريو وممثلة أمريكية، ولدت في 10 سبتمبر 1983 في سوميت في الولايات المتحدة.

## وصلات خارجية
- سارة شنايدر على موقع IMDb (الإنجليزية)
- سارة شنايدر على موقع ميوزك برينز (الإنجليزية)
- سارة شنايدر على موقع قاعدة بيانات الفيلم (الإنجليزية)